# Desert Hot Springs (Kalifornija)
Desert Hot Springs je grad u američkoj saveznoj državi Kalifornija. Prema popisu stanovništva iz 2010. u njemu je živjelo 25,938 stanovnika.